# Пэк Кон У
Пэк Кон У (кор. 백건우, род. 10 марта 1946, Сеул, Южная Корея) — южнокорейский классический пианист.
Свой первый концерт дал в возрасте 10 лет в сопровождении Корейского национального оркестра, исполнив фортепианный концерт Эдварда Грига. Обучался в Корее, затем в Джульярдской школе, Лондоне и Италии у таких педагогов, как Розина Левина, Вильгельм Кемпф, Илона Кабос, Гвидо Агости. В 1969 г. завоевал Золотую медаль на Международном конкурсе пианистов имени Бузони в Больцано (подобная награда, возвышающаяся над традиционными премиями, была вручена в первый и единственный раз за всю историю соревнования), в 1971 г. стал лауреатом первой премии Наумбурговского конкурса молодых исполнителей.
Выступал в таких знаменитых залах, как Карнеги-холл, Линкольн-центр, Уигмор-холл, Берлинская филармония; с такими оркестрами, как Лондонский симфонический оркестр, Симфонический оркестр Би Би Си, Питтсбургский симфонический оркестр, Российский национальный оркестр, оркестр Санкт-Петербургской филармонии, оркестр Парижа, Оркестровый ансамбль Парижа, Национальный оркестр Франции, оркестр Раи Торино, Варшавский филармонический оркестр, Национальный оркестр Польского радио, Английский камерный оркестр; с такими дирижёрами, как Невилл Марринер, Михаил Плетнёв, Марис Янсонс, Лоренс Фостер, Джеймс Конлон, Дмитрий Китаенко, Джон Нельсон, Элиаху Инбал. Регулярный участник многих музыкальных фестивалей.
Его репертуар весьма разнообразен и порой неожидан. Автор переложений произведений Листа и Берлиоза.
Живёт в Париже, художественный руководитель Музыкального фестиваля на Изумрудном берегу в Динаре (Франция), с 2000 — кавалер ордена Искусств и литературы (Франция). В сентябре 2000 стал первым корейским артистом, выступившим с концертами в Китае.
Лауреат премии Золотой камертон (Diapason D'Or) в 1992 (за записи Александра Скрябина), в 1993 (за записи Сергея Прокофьева).

## Дискография
- 1992 — Морис Равель, все произведения для фортепиано.
- 1992 — Сергей Прокофьев, фортепианные сонаты № 5-7.
- 1994 — Сергей Прокофьев, все фортепианные концерты (дирижёр Антоний Вит, Национальный симфонический оркестр Польского радио).
- 1995 — Морис Равель, фортепианные концерты.
- 1996 — Пэк Кон У играет Скрябина.
- 1998 — Феликс Мендельсон, Песни без слов.
- 1998 — Сергей Рахманинов, все произведения для фортепиано с оркестром (дирижёр Владимир Федосеев, Московский симфонический оркестр радио).
- 2000 — Ференц Лист, Эрик Сати, Клод Дебюсси, Франсис Пуленк: фортепианные произведения.
- 2000 — Иоганн Себастьян Бах в транскрипциях Ферруччо Бузони: токкаты, чаконы, хоральные прелюдии.
- 2002 — Пэк Кун У играет Габриэля Форе.
- 2003 — Фридерик Шопен, все произведения для фортепиано с оркестром.
- 2005 — Людвиг ван Бетховен, фортепианные сонаты № 16-26.
- 2006 — Людвиг ван Бетховен, фортепианные сонаты № 1-15.
- 2007 — Людвиг ван Бетховен, фортепианные сонаты № 27-32.